# Bianca Meyer
Pour les articles homonymes, voir Meyer.
Bianca Meyer, née le 13 avril 1989, est une nageuse sud-africaine.

## Carrière
Bianca Meyer est médaillée d'or du 400 mètres quatre nages et du relais 4 x 200 mètres nage libre ainsi que médaillée d'argent du 200 mètres quatre nages aux Jeux africains de 2003 à Abuja. 
Elle est médaillée de bronze du 400 mètres quatre nages aux Championnats du monde juniors de natation 2006 à Rio de Janeiro.
Aux Championnats d'Afrique de natation 2010 à Casablanca, elle obtient la médaille d'argent du 200 mètres papillon et la médaille de bronze du 200 mètres quatre nages et du 400 mètres quatre nages.
Elle obtient aux Jeux africains de 2011 à Maputo une médaille d'argent sur 200 mètres papillon et deux médailles de bronze, sur 100 mètres papillon et sur 400 mètres quatre nages.